# Tweede Kamerverkiezingen 2006/Kandidatenlijst/PvdA
De kandidatenlijst voor de Tweede Kamerverkiezingen 2006 voor de Partij van de Arbeid werd op een partijcongres op 1 oktober 2006 in Rotterdam door de aanwezige afgevaardigden vastgesteld.
In aanloop naar het congres werd de Turkse kandidaat Erdinc Sacan - hij stond op plaats 56 - van de lijst geschrapt omdat hij de Armeense Genocide ontkende. Het congres bracht ook een paar wijzigingen aan ten opzichte van de concept-lijst. Het zittende Kamerlid Harm Evert Waalkens steeg van 51e naar 33e plaats. Ook Khadija Arib steeg op de lijst, van plaats 44 naar 34.
De PvdA haalde bij de verkiezingen uiteindelijk 33 zetels. Vijf kandidaten werden uiteindelijk met voorkeurstemmen gekozen, namelijk Wouter Bos, Nebahat Albayrak, Aleid Wolfsen, Jet Bussemaker en Sharon Dijksma. Doordat verschillende kandidaten doorschoven naar het kabinet, en tijdens de zittingstermijn van de Kamer opstapten of bedankten kreeg iedereen tot er met plaats 49 de mogelijkheid om in de Kamer zitting te nemen.

## De lijst
- vet: verkozen
- schuin: voorkeurdrempel overschreden

1. Wouter Bos - 1.727.313 stemmen
2. Nebahat Albayrak - 122.779
3. Aleid Wolfsen - 20.048
4. Jet Bussemaker - 24.110
5. Ton Heerts - 3.811
6. Sharon Dijksma - 23.833
7. Bert Koenders - 8.497
8. Mariëtte Hamer - 3.914
9. Martijn van Dam - 3.497
10. Marianne Besselink - 7.402
11. Frans Timmermans - 6.599
12. Attje Kuiken - 2.797
13. Jacques Tichelaar - 3.257
14. Gerdi Verbeet - 1.380
15. Ferd Crone - 1.014
16. Pauline Smeets - 4.135
17. Hans Spekman - 4.435
18. Angelien Eijsink - 1.453
19. Diederik Samsom - 6.248
20. Chantal Gill'ard - 1.230
21. Staf Depla - 1.952
22. Agnes Wolbert - 2.359
23. Jeroen Dijsselbloem - 706
24. Lutz Jacobi - 2.882
25. Paul Kalma - 616
26. Samira Bouchibti - 6.199
27. John Leerdam - 5.121
28. Lia Roefs - 1.393
29. Luuk Blom - 608
30. Lea Bouwmeester - 3.217
31. Eelke van der Veen - 8.422
32. Roos Vermeij - 1.845
33. Harm Evert Waalkens - 7.352
34. Khadija Arib[3] - 6.028
35. Paul Tang[3] - 543
36. Margot Kraneveldt[3] - 729
37. Pierre Heijnen[3] - 2.050
38. Mei Li Vos[3] - 6.376
39. Frank Heemskerk - 720
40. Marjo van Dijken[3] - 4.579
41. Co Verdaas - 1.347
42. Anja Timmer[3] - 1.563
43. Jan Boelhouwer[3] - 1.037
44. Patricia Linhard[3] - 631
45. Niesco Dubbelboer - 2.024
46. Martin van Haeften - 322
47. Saskia Laaper-ter Stege[4] - 852
48. Robert Serry - 172
49. Keklik Yücel[4] - 2.772
50. Andries van den Berg - 438
51. Ria Oonk - 1.564
52. Karina Schaapman - 2.180
53. Ocker van Munster - 278
54. Amma Asante - 3.234
55. Guus Krähe - 708
56. Marieke Blom - 499
57. Ahmed Larouz - 4.647
58. Kirsten Verdel - 657
59. Ali Sarac - 2.967
60. Hester Macrander - 822
61. Kees Beekmans - 289
62. Charlotte Riem Vis - 374
63. Reinier Prijten - 153
64. Erna Hooghiemstra - 222
65. Jan-Dirk Sprokkereef - 163
66. Elsbeth van Hijlckama Vlieg - 223
67. Tjeerd van Dekken - 480
68. Janine Roelfsema - 486
69. Ian van der Kooye - 618
70. Hilde Laffeber - 212
71. Joris van Esch - 261
72. Riet Teeuwsen - 393
73. Ruud van Zuilen - 118
74. Alice Muller - 343
75. Rob de Werd - 274
76. Huri Sahin - 851
77. Alain van de Haar - 765
78. Milou Dijkman - 349
79. Sjoerd Hauptmeijer - 248
80. Wilma Brouwer - 4.092

1946 · 1948 · 1952 · 1956 · 1959 · 1963 · 1967 · 1971 · 1972 · 1977 · 1981 · 1982 · 1986 · 1989 · 1994 · 1998 · 2002 · 2003 · 2006 · 2010 · 2012 · 2017 · 
2021 · 2023
CDA · PvdA · VVD · SP · Fortuyn · GroenLinks · D66 · ChristenUnie · SGP · Nederland Transparant · PvdD · EénNL · PVV · Lijst 14 · Partij voor Nederland · CDDP · LibDem · VSP · Ad Bos Collectief · GVIP · Lijst 21 · Tamara's Open Partij · Solide Multiculturele Partij · hetZeteltje